# Rhytionanthos
Rhytionanthos là một chi phong lan biểu sinh có 11 loài bản địa của Indo-Malaysia.

## Các loài
- Rhytionanthos aemulum
- Rhytionanthos bootanense
- Rhytionanthos cornutum
- Rhytionanthos mirum
- Rhytionanthos nodosum
- Rhytionanthos plumatum
- Rhytionanthos rheedei
- Rhytionanthos spathulatum
- Rhytionanthos sphaericum
- Rhytionanthos strigosus
- Rhytionanthos unciniferum